# Talang
Der Talang (indonesisch Gunung Talang, auch Gunung Tallang, Gunung Salasi, Gunung Soelasih) ist ein Schichtvulkan auf der indonesischen Insel Sumatra. Der Vulkan liegt in der Provinz Westsumatra etwa 35 Kilometer östlich der Stadt Padang. 
Aus historischer Zeit sind Ausbrüche des Talang in den Jahren 1833, 1843, 1845, 1876, 1963, 1967 und 1968 bekannt. Meist waren es kleine bis mittlere explosive Ausbrüche aus kleineren Kratern, die sich in einem Tal nordöstlich des Gipfels befinden. Der Gipfel mit einer Höhe von 2597 Metern hat keinen Krater.
1986 vergrößerte sich ein Solfatarenfeld am Talang; im September 2001 kam es zu einer phreatischen Explosion. Im April 2005 wurden nach Ascheeruptionen vorübergehend einige tausend Menschen aus Dörfern in fünf Kilometern Umkreis um den Talang evakuiert. 2006 und 2007 kam es zu weiteren Ascheeruptionen. Nach einem tektonischen Erdbeben im Westen Sumatras im August 2009 wurden zahlreiche Erdbeben am Talang registriert. Ein weiterer Vulkanausbruch blieb aus.